# نورستان (ازبکستان)
نورستان (به ازبکی: Nuriston) یک منطقهٔ مسکونی در ازبکستان است که در شهرستان نشان واقع شده‌است. نورستان ۱۰٬۵۰۰ نفر جمعیت دارد.